# Селеметя (квартал на Русе)
Селеметя е квартал на Русе, който се намира над централна жп гара Русе.
Той е най-гъсто населеният ромски квартал в Русе. Там живее преобладаващата част от регистрираните 1291 самоопределили се за роми граждани на град Русе.
Координатите на квартала са 43°49'24"N и 25°56'40"E, и граничи с кварталите „Дружба-1“ и „Дружба-2“.
Кварталът е без канализация и водопровод.
На изборите през октомври 2014 г. партия ДПС печели над 50% от гласовете на хората в квартала.
Гората на североизток от квартала е отсечена от населението на квартала.